# Говард (Нью-Йорк)
Говард (англ. Howard) — місто (англ. town) в США, в окрузі Стубен штату Нью-Йорк. Населення — 1389 осіб (2020).

## Демографія
Згідно з переписом 2010 року, у місті мешкало 1467 осіб у 551 домогосподарстві у складі 403 родин. Було 788 помешкань
Расовий склад населення:
| - 97,7 % — білих - 0,4 % — чорних або афроамериканців - 0,2 % — корінних американців - 0,2 % — азіатів |

До двох чи більше рас належало 0,7 %. Частка іспаномовних становила 1,8 % від усіх жителів.
За віковим діапазоном населення розподілялося таким чином: 22,6 % — особи молодші 18 років, 63,8 % — особи у віці 18—64 років, 13,6 % — особи у віці 65 років та старші. Медіана віку мешканця становила 42,2 року. На 100 осіб жіночої статі у місті припадало 106,6 чоловіків;  на 100 жінок у віці від 18 років та старших — 108,1 чоловіків також старших 18 років.
Середній дохід на одне домашнє господарство  становив 64 476 доларів США (медіана — 58 419), а середній дохід на одну сім'ю — 72 486 доларів (медіана — 61 779). Медіана доходів становила 45 909 доларів для чоловіків та 27 148 доларів для жінок. За межею бідності перебувало 13,3 % осіб, у тому числі 15,2 % дітей у віці до 18 років та 8,5 % осіб у віці 65 років та старших.
Цивільне працевлаштоване населення становило 694 особи. Основні галузі зайнятості: освіта, охорона здоров'я та соціальна допомога — 29,0 %, виробництво — 14,1 %, роздрібна торгівля — 12,8 %.